# J-WESTカード
J-WESTカード（ジェイ ウエスト カード、J-WEST CARD ）は、西日本旅客鉄道（JR西日本）と三菱UFJニコスおよび株式会社ジェーシービー (JCB) が提携して発行するクレジットカード（提携カード）である。
なお、ジェイアール西日本伊勢丹のJR MI CARDは三越伊勢丹ホールディングスグループのエムアイカードの発行であり、こちらはJR西日本関連の機能を持たない。

## 概要
2006年2月1日よりサービス開始。「エクスプレス」と「ベーシック」の2種類のカードから選択することができる。みどりの窓口やJR西日本のネット予約サービスであるe5489などでの乗車券や特急券などの購入の決済に利用できる。毎年年会費が発生する「エクスプレス」はエクスプレス予約に対応している。
三菱UFJニコスがUFJカード（2012年7月16日発行分からはMUFGカード）でVISAおよびMasterCardブランドを、ジェーシービーがJCBブランドをそれぞれ発行する他、与信・収納業務等を代行している。なお、JR西日本自体が貸金業登録を行い、信用情報機関 (CIC,CCB) にも加盟の上、発行元となっているため、募集窓口は各カード会社ではなく、JR西日本の「Club J-WEST事務局」となっているが、サポートデスクは各社に委託しているため、JCBとVISA/MasterCardで別々となっている。なお、JRグループの中ではJR西日本が唯一、国際ブランドのクレジットカードを自社で発行している（民鉄を含めても、国際ブランドのクレジットカードを自社で発行しているのはJR西日本と小田急電鉄のみ）。
なお、クレジットカード機能の一つとして提供してきた、キャッシングサービス・カードローンの金融商品は、会員の利用状況や関係法令の改正など、取り巻く環境の変化もあり、JCBブランドは2011年9月25日、VISA/MasterCardブランドは2011年9月30日をもって提供を終了し、それぞれのブランド共に、翌日以降はショッピング専用カードとなった。
2018年3月からApple Payにも対応している。また、2023年より「J-WESTポイント」からJR西日本グループ共通の「WESTERポイント」に統一された。
2023年3月22日以降に発行・更新するカードから、非接触決済機能に対応し、カード番号がエンボスレス化・裏面表記に変更され、一部カードは券面デザインも変更される。JCBブランドのデザイン変更は2023年6月1日。一部の予約では本カードを使うことでWESTERポイントの還元率もアップ（最大はe5489のチケットレスサービス使用時で4%）される。

### エクスプレス予約
東海道新幹線のネット予約サービスとしてスタートした「エクスプレス予約」は、従来東海旅客鉄道（JR東海）の「JR東海エクスプレス・カード」会員専用であった。その後同サービスは、2006年7月22日より列車の運行が一体的になされている山陽新幹線でも共通利用できるようになった。
JR西日本では、これに対応する形で、関西地区や山陽新幹線沿線の顧客向けに、「J-WESTカード・エクスプレス」を提供している。「エクスプレス予約」を利用したい顧客は、同カードへの入会が必要である。
また、同カード会員にはEX-ICカードも貸与されるので、「エクスプレス予約」での「EX-ICサービス」を利用することも可能である。
なお、JR東日本のモバイルSuicaでの「エクスプレス予約」については、JR東海エクスプレス・カードでは追加登録・利用が可能であるのに対して、同カードでは追加登録・利用することができない（但し、記名式及び定期券のモバイルSuicaについては、同カードからのチャージには対応している）。

### J-WEST プレミア・プログラム
2009年8月1日より、エクスプレス会員を対象に、「エクスプレス予約」の利用による山陽新幹線（新大阪〜博多の全線、および一部区間）の乗車実績（初年度は2010年3月末日までの乗車を対象）に応じて、「プレミア・スコア」（優遇倍率）を算出して「優遇クラス」を設定し、翌年4月（初年度は2010年4月1日）からの1年間における、同カード会員の「エクスプレス予約」による山陽新幹線の乗車実績に対し、設定された優遇クラスに応じて、ボーナス分のJ-WESTポイント→WESTERポイントが付与される「J-WEST プレミア・プログラム」を提供している。
2011年3月12日からは、エクスプレス会員に加え、ベーシック会員を含めたすべてのJ-WESTカード会員を対象として、山陽・九州新幹線の利用（「エクスプレス予約」または「（新）e5489」での利用が条件）に対して、同プログラムが提供されることになった。

### SMART ICOCA
このカードから、チャージにてキャッシュレスの「クイックチャージサービス」（ICOCAエリアのJR西日本各駅にある、自動券売機・精算機・チャージ機にて自分で操作する）を利用可能なSMART ICOCAカードも希望者に配布されるが、その際はデポジット500円、チャージ1,500円分の合計2,000円が必要である。
なおSMART ICOCAカードについては、当初はJ-WESTカード会員専用のサービスであったが、まず2008年3月18日よりイオンクレジットサービス（イオンカード）に開放され、2008年7月1日より、J-WESTカード・イオンカード以外の一般クレジットカードの会員でも所持することが可能になった（これと同時に、ICOCA利用エリア内のみどりの窓口における、クレジットカードを用いてのICOCAへのチャージはできなくなった）。
これまで、SMART ICOCAを所持するJ-WESTカード会員のみのサービスとして、SMART ICOCAを用いてICOCAエリア内のJR西日本各線を利用した場合、その利用金額に対するJ-WESTポイント→WESTERポイントの付与サービス（200円に対して1ポイント）が行われてきたが、2009年6月1日より、このポイント付与サービスが、すべてのSMART ICOCAの会員に行われるようになった。
なお、J-WESTカード会員のみの特典として、このポイントを2倍分（100円に対して1ポイント）付与するサービスが、2010年3月末まで期間限定で行われていた。
2024年12月12日受付分（郵送申し込みの場合は同日到着分）をもって、SMART ICOCAの新規発行が終了となった。

## カードの種類
いずれのカードも「MyJCB」・「MUFGカードWebサービス」の利用が可能であり、J−WESTカード会員専用ホームページに各ホームページへのリンクがある。

### エクスプレス
通常年会費1,100円。同社線内の主な特急列車のインターネット予約（e5489）利用の際、決済手段として用いることで、専用の割引きっぷ（「eきっぷ」等）を購入できるほか、前述のとおりWESTERポイントの還元率において優遇が受けられる。加えて、東海道・山陽新幹線のインターネット予約「エクスプレス予約」が利用可能。同カードの会員には、EX-ICカードも貸与されるので、エクスプレス予約でのEX-ICサービスを利用することも可能である。但し、「エクスプレス予約」が利用できることから、2017年9月に登場した同予約より割引率の低い「スマートEX」は利用不可。

### ベーシック
年会費は無料だが、1年間に全く利用していないと翌年に税込1,100円の年会費が必要となる。前述の「e5489」に加えて、2017年9月より東海道・山陽新幹線のインターネット予約「スマートEX」が利用可能。

### ゴールド
2021年2月1日から発行開始。他社のゴールドカードに準拠したカードとなる。年会費はエクスプレス機能付が税込12,100円、付いてないものは税込11,000円。

### 追加カード
ETCカード
ETCカードとして「ETCスルーカード」 (JCB) ・MUFG ETCカード (VISA/Master) の名称で発行している。JCBグループおよびMUFGカードにおける各カードと同じ名称であるが、裏面の発行会社名に「西日本旅客鉄道株式会社」が追記されている。
SMART ICOCA
ICOCAの機能に「クイックチャージ」と「WESTERポイント（旧・J-WESTポイント）」機能が付加されたICOCAの上位版。
非接触型決済サービス追加（専用カードまたは携帯電話の当該機能）については、バックヤード業務を受託しているJCB、三菱UFJニコスが、それぞれQUICPay、Visa Touch（終了）→VISAのタッチ決済・Smartplus（終了）→Mastercardコンタクトレスを展開しているが、J-WESTカードへの紐付けについては、JCBブランドのQUICPay+の・MastercardブランドのMastercardコンタクトレスのApple Pay経由での利用（この場合、J-WESTポイントの優待ポイント対象外で基本ポイントのみ付与）のみに対応している。
なお、JR西日本とJCB・三菱UFJニコスの3社はICOCA電子マネーの加盟店開拓等の業務提携と前記3種・各種クレジットカードとの共用端末の開発で合意している。
家族カード
2010年3月29日から、家族カードの募集・発行を行っている。本人会員と同様に「（新）e5489」や「エクスプレス予約」（「エクスプレス」カードのみ）、JR西日本グループ各社のカード会員限定の、割引・サービス等の利用が可能である。また本人会員・家族会員の、クレジット利用によるJ-WESTポイントは、合算して本人会員に付与されることになる（SMART ICOCA列車利用ポイントや各種キャンペーンポイント、エクスプレス予約グリーンプログラムのポイントなどは本人会員、家族会員それぞれに付与される）。なお家族会員によるJ-WESTカード利用分の引き落としは、本人会員名義の口座から行われる。

### 提携カード

#### ビックカメラJ-WESTカード
2009年2月1日より、関西・中国地区と福岡県のビックカメラ各店との提携による、「ビックカメラJ-WESTカード（ベーシック・エクスプレスとも）」の発行を開始した（VISA : 三菱UFJニコス発行のみ）。従来のJ-WESTカードの特典に加え、ビックカメラ各店でのクレジットカードの利用金額に対して、10％分のビックポイント、および0.5％分のWESTERポイントが付与される。またビックポイント1500点を、WESTERポイント1000点分に交換することも可能である。なお、すでに「J-WESTカード・エクスプレス」を所持する会員は、新たに「ビックカメラJ-WESTカード・エクスプレス」には入会・切替はできない。また、家族カードの発行は行っていない。

#### OSAKA STATION CITY J-WESTカード
2011年2月16日より、同年5月4日にJR大阪駅に開業した「大阪ステーションシティ」との提携カードである、「OSAKA STATION CITY J-WESTカード」（ベーシック・エクスプレスとも）の新規入会の受付を開始した。同カードは、大阪ステーションシティ内の各店・施設での利用において、J-WESTポイント→WESTERポイントの付与率が高くなる（通常は利用額1,000円に対し5ポイントが付与されるところを、最大で利用額1000円につき30ポイント付与される。ポイントの付与率は、店舗・施設により異なる。）など、独自のサービス・特典が提供される。
2012年現在、OSAKA STATION CITY J-WESTカードが付加ポイント面で優れている上、機能面での制限も存在しないため、一般のJ-WESTカードを選択する理由は皆無ともなるが、申込書が一般カードと共通化される以前は、京阪神地区以外だと本カードの申込書を常備していない駅もあった（webサイトからの申し込みは可能）。なお、書面によるカード申込において、特に指定をされない場合はOSAKA STATION CITY　J-WESTカードエクスプレスが自動選択される。
なお、同年2月23日からは、既存のJ-WESTカード会員（ビックカメラJ-WESTカード会員は除く）を対象に、同カードへの切り替え（スイッチ）申込書の請求受付も開始した。既存のJ-WESTカードからの切り替えに際しては、切り替え前と同じカード種別・ブランドの新カードが発行されることになる（家族会員も同時に切り替えの申し込み、ならびに同種カードへの切り替えとなる）。2023年のリニューアルで券面デザインが変更されるが、本カードはデザインは変更せず非接触決済機能搭載、カード情報の裏面表記のみ行う。

#### LUCUA OSAKA STATION CITY J-WESTカード
2017年3月16日より募集を開始した、「OSAKA STATION CITY J-WESTカード」（ベーシック・エクスプレスとも）とルクアのポイントカード「LUCUAメンバーズカード」を一体化したカードである。既に両方のカードを所持していた人は所定の手続きで本カードに変更することが可能。
本カードでの決済により、LUCUAメンバーズカードポイントとJ-WESTポイントとを合わせて最大4％相当のポイントが還元され、モバイルネットからのお手続きでLUCUAメンバーズカードポイントからJ－WESTポイントへの移行ができる。また、J-WESTポイント→WESTERポイントをルクア大阪館内のポイント交換機で「LUCUAショッピングチケット」に交換することも可能（事前に『JRおでかけネット』での手続きが必要）。またルクア以外のOSAKA STATION CITY内のショッピングでも、本カードでの決済で最大3％相当のJ-WESTポイント→WESTERポイントが還元される。2023年のリニューアルで券面デザインが変更されるが、本カードはデザインは変更せず非接触決済機能搭載、カード情報の裏面表記のみ行う。

#### ミオクラブJ-WESTカード
2017年3月16日より募集を開始した、J-WESTカード（ベーシック・エクスプレスとも）と天王寺ミオのポイントカード「ミオクラブカード」を一体化したカードである。既に両方のカードを所持していた人は所定の手続きで本カードに変更することが可能。なお、新規申し込みの際にはミオクラブへの入会が必要となる。募集開始時点では本カードのみオンラインでの申し込みができなかったが、2020年現在では可能となっている。
本カードで決済すると、通常1ポイントのミオクラブポイントが2倍の2ポイントに、全館5倍ポイントアップキャンペーン期間中には8倍の8ポイントに還元率が上がる。さらにプレミアム会員には13倍の13ポイントが還元される。また、ミオお買い物お食事券にも交換ができるJ-WESTポイントとミオクラブポイントと合わせると、プレミアム会員の方は最大で14.5%相当のポイントが還元される。
本カードの発行に伴い、「ミオクラブ ポケットカード」（国際ブランドなしのハウスカードとマスターカードの2種）・「ミオクラブ VISAカード」（三井住友カード）・「ミオクラブ NICOS VISAカード」（三菱UFJニコス） の各種カードとの提携を2018年4月30日で終了することになった。なお、クレディセゾンと提携の「ミオクラブ セゾンカード」（VISAとマスターカードの2種）は本カード発行後も継続する。2023年2月28日を以て、新規入会申し込み受付終了。

#### 岡山一番街 さんすて岡山・倉敷 J-WESTカード
2017年4月1日より岡山一番街、サンステーションテラス岡山（さんすて岡山）、サンステーションテラス倉敷（さんすて倉敷）でのショッピングでJ-WESTカードでの決済をした場合の、決済額の5%の請求時割引を行うことになり、同時に受付を開始した。
特典が上記各種を含む全カード対象のため、前項の3種類と異なり、一般のJ-WESTカード（ベーシック・エクスプレスとも）とは機能差がないデザインカードという扱いで、上記各種店舗との提携カード以外からのデザイン変更が可能であることが入会申込書に記載されている（『詳しくは岡山一番街カードカウンターまでお問い合わせください』との注記あり）。
これに伴い、従来発行していた「岡山一番街・さんすて岡山ファーストカード」（全日信販・VISA）の提携と発行を終了することになった。2023年2月28日を以て、新規入会申し込み受付終了。

#### ekie J-WESTカード
ひろしま駅ビル ASSE・ekieのポイントカード『ekie ASSEカード』とJ-WESTカードを一体化したもので、本カードで決済した場合、ekie・ASSEポイントが通常の2倍となる他、ポイントアップキャンペーン期間中はekie・ASSEポイントが最大8%、J-WESTポイントが最大1%還元される。また、web手続きでJ-WESTポイントにまとめることも可能である。
また本カードも一般のJ-WESTカード（ベーシック・エクスプレスとも）からのデザイン変更が可能となっている。2023年2月28日を以て、新規入会申し込み受付終了。

## 広報活動
「ベンリフル」をキャッチフレーズとし、仲間由紀恵をイメージキャラクターに起用した広報活動を展開している（2008年3月末頃までと、2013年4月以降）。近畿圏、広島、岡山地区において仲間を起用したポスターや京阪神で走る電車の車内モニター、パンフレットなどを媒体としているほか、福知山線脱線事故で自粛していたテレビコマーシャルも2006年6月から再開された（関西テレビ制作「旅っきり!〜ふれあい紀行〜」で、「DISCOVER WEST」のコマーシャルのみ5月放送分から放送されていた）。
なお、2008年5月頃よりキャラクターが長澤まさみに変更された。一時本社レベルでのキャラクターは定めていなかったが、広島支社では、高橋建（元広島東洋カープ、ニューヨーク・メッツ投手。後に中国放送野球解説者・阪神タイガース二軍投手コーチおよび二軍育成コーチを経て広島東洋カープ一軍および二軍投手コーチ）を独自にコマーシャルに起用したことがある。

## JR-WESTカード
これより以前に、JR西日本（実際は関連会社のジェイアール西日本ファイナンス）とユーシーカード（一時クレディセゾンに発行業務を移管）＝VISA/Master・住友クレジットサービス（現・三井住友カード）＝VISA/Master（VJA/オムニカード協会）・ジェーシービーとの提携カードとして「JR-WESTカード」が発行されていた。
本カードは一部会員向けプレゼント特典はあったが、今日のJ-WESTカードと比較すると乏しかった他、当時は電話やインターネットなどの予約サービスを実施していなかったため、みどりの窓口で利用できる以外のメリットはあまりなかった（当時はJR西日本のみどりの窓口ではJRカードとJR-WESTカード以外の一般クレジットカードは利用できなかった）。
その後、1999年4月より実施されたみどりの窓口の一般カード開放に伴い、メリットが薄くなったという理由から、まず特典等の独自サービスが廃止された。そして、カードの発行・利用も2001年3月限りで廃止され、各社一般カードへの切り替え案内が会員に送付された。
上記のうち、ジェーシービーでは｢JR-WEST JCBカード」会員から移行した会員に対してひかりレールスターをカード表面にデザインしたレールスターデザインJCBカードが発行されている。